# Irene Bosch
Irene Bosch es una bióloga venezolana egresada de la Universidad Central de Venezuela con dos doctorados de la Universidad de Harvard de biología molecular y de medicina tropical, teniendo una amplia experiencia en la investigación del dengue, el zika y el chikunguña.
Para 2012, desarrolló pruebas rápidas para detectar estas enfermedades transmitidas por mosquitos, creando el test rápido para detectar el dengue, a la venta en Colombia, y l dispositivo para zika y para chikunguña, que permite también la detección temprana de la enfermedad.
En 2018, Bosch fundó junto con un grupo de científicos y Lee Gehrke, profesor de la Universidad de Harvard y del MIT, E25Bio, una compañía dedicada a hacer exámenes rápidos para detectar enfermedades infecciosas. Para 2020, el grupo creó una prueba rápida de diagnóstico de enfermedades por virus dirigida a ayudar a contener el contagio por el COVID-19: el Dart Direct Antigen Rapid Test.